# Johan Neeskens
Johannes "Johan" Jacobus Neeskens (Hemsteede, 15. rujna 1951. – ?, 6. listopada 2024.) bio je nizozemski nogometaš i trener.
Započeo je nogometnu karijeru igrajući za lokalni klub RCH Hemsteede. Zapazio ga je Rinus Michels pa je prešao u Ajax 1970. Odlično se uklopio i imao važnu ulogu u osvajanju Ajaxovih 3 uzastopna naslova Kupa prvaka. U veznom redu odlično je igrao s Johanom Cruijffom. Neeskens je bio neumoran trkač, odlične tehnike, koji je i zabio dosta golova. S Ajaxom je osvojio i nizozemsko prvenstvo 1972. i 1973., nizozemski kup 1971. i 1972. te europski Superkup 1972. i 1973. te Interkontinentalni kup 1972. godine. 
Prešao je u Barcelonu 1974. godine zajedno s Johanom Cruijffom i trenerom Rinusom Michelsom. Bio je jako popularan kod navijača. Zvali su ga "Johan Drugi", jer se poznatiji Cruijff također zvao Johan. S Barcelonom je osvojio Kup pobjednika kupova 1979. i španjolski kup 1978., očekivalo se više, u tom razdoblju Barcelona je malo osvojila. Igrao je pet godina za New York Cosmos, jednu sezonu za nizozemski Groningen te za još dva američka i dva švicarska kluba, dok nije završio karijeru 1991. godine.
Za nizozemsku nogometnu reprezentaciju igrao je 49 puta i postigao 17 golova. Igrao je važnu ulogu kada je Nizozemska bila 2. Dva puta zaredom na Svjetskim prvenstvima 1974. i 1978. Na SP 1974., do finala su došli bez poraza. Zabio je prvi gol u finalu iz jedanaesterca u 2. minuti, ali su izgubili od Zapadne Njemačke. Na SP 1978., predvodio je Nizozemsku, jer je Johan Cruijff završio nastupati za reprezentaciju. U finalu su izgubili od domaćina Argentine predvođene Mariom Kempesom.
Bio je pomoćni trener Nizozemske na SP 1998., pod izbornikom Guusom Hiddinkom. U utakmici za 3. mjesto, Nizozemska je izgubila od Hrvatske. Bio je pomoćni trener reprezentacije i pod izbornikom Frankom Rijkaardom do kraja Europskog prvenstva 2000. Trenirao je nizozemski klub NEC Nijmegen do 2004. Nastupili su u europskim natjecanjima nakon 20 godina. Bio je pomoćni trener reprezentacije Australije pod izbornikom Guusom Hiddinkom. Na Svjetskom prvenstvu 2006., Australija se plasirala u drugi krug nakon neodlučenog susreta protiv Hrvatske. Bio je s Frankom Rijkaardom na klupi Barcelone, a od ljeta 2010. godine i na klupi turskog Galatasaraya kao pomoćni trener.
Povodom 100. godina FIFE, 2004., Pelé je sastavio popis 125 najvećih živućih nogometaša na kojem je i Johan Neeskens.